# Greatest Hits (MC Hammer)
Greatest Hits è una raccolta del 1996 dei migliori successi di MC Hammer.

## Tracce
1. Addam's Groove
2. Do Not Pass Me By
3. Gaining Momentum
4. Have You Seen Her
5. Here Comes The Hammer
6. Let's Get It Started
7. Pray
8. Pump It Up (Here's The NEWS)
9. They Put Me In The Mix
10. Too Legit To Quit
11. Turn This Mutha Out
12. U Can't Touch This